# Manduca fosteri
Manduca fosteri är en fjärilsart som beskrevs av Rothschild 1906. Manduca fosteri ingår i släktet Manduca och familjen svärmare. Inga underarter finns listade i Catalogue of Life.